# Han Hao
Han Hao (?-?) è stato un generale Wei sotto la dinastia Cao Wèi.
Serviva inizialmente sotto Yuan Shu; le sue capacità furono notate da Cáo Cāo, che pensò bene di averlo come alleato. Infatti Xiahou Dun convinse Han Hao a disertare.
Han Hao combatté nella campagna contro Lü Bu e riuscì a salvare la vita a Xihaou Dun, suo generale: Chen Gong e Lu Bu avevano inviato dei messaggeri a Xiahou Dun, che una volta nella tenda del generale si smascherarono e presero prigioniero il Generale. Il piano di Chen Gong fu sventato da Han Hao, che fece irruzione nella tenda ed uccise i messaggeri.
Combatté anche nelle battaglie contro Liu Bei.
Nel romanzo dei Tre Regni Han Hao viene presentato come il fratello minore di Han Xuan.
| Controllo di autorità | VIAF (EN) 16636724 · LCCN (EN) n2005059667 · J9U (EN, HE) 987012502599205171 |